# Amazon Music
Amazon Music (anteriormente Amazon MP3) é uma plataforma de streaming de música e loja de música online operada pela Amazon. Lançada na versão beta pública em 25 de setembro de 2007, em janeiro de 2008, tornou-se a primeira loja de música a vender música sem gerenciamento de direitos digitais (GDD) das quatro principais gravadoras (EMI, Universal, Warner e Sony BMG), além de muitos independentes. Todas as faixas foram originalmente vendidas no formato MP3 de taxa de bits variável de 256 kilobits por segundo sem marca d'água por cliente ou DRM; no entanto, algumas faixas agora estão com marca d'água. Os contratos de licenciamento com as gravadoras restringem os países nos quais a música pode ser vendida.
Depois dos Estados Unidos, o Amazon MP3 foi lançado no Reino Unido em 3 de dezembro de 2008, na Alemanha em 1 de abril de 2009 e na França em 10 de junho de 2009. A versão alemã está disponível na Áustria e na Suíça desde 3 de dezembro de 2009. A loja Amazon MP3 foi lançada no Japão em 10 de novembro de 2010. As versões em espanhol e italiano foram lançadas em 4 de outubro de 2012. A versão no México foi anunciada em 7 de novembro de 2018.
Em 17 de setembro de 2019, a Amazon Music anunciou o lançamento do Amazon Music HD, um novo nível de música de qualidade sem perdas, com mais de 50 milhões de músicas em Alta Definição (16bits/44,1kHz) e milhões de músicas em Ultra Alta Definição (24(bit)/44(kHz), 24/48, 24/96, 24/192), o áudio de streaming da mais alta qualidade disponível. A Amazon agora está entre Tidal e Qobuz, que oferecem música sem perdas para audiófilos. E em 12 de Setembro de 2019, foi anunciada a Amazon Music no Brasil.

## Disponibilidade
No lançamento, a Amazon ofereceu "mais de 2 milhões de músicas de mais de 180.000 artistas e mais de 20.000 rótulos, incluindo EMI Music e Universal Music Group", para clientes localizados nos Estados Unidos. Em dezembro de 2007 Warner Music anunciou que iria oferecer seu catálogo no Amazon MP3 e em janeiro de 2008, Sony BMG seguiu o exemplo. O catálogo atual é de 29,1 milhões de músicas.
Em janeiro de 2008, a Amazon anunciou planos para a implantação Amazon MP3 "internacionalmente". Amazon limita o acesso internacional através da verificação do cartão de crédito emitido pelo país dos usuários. A primeira versão internacional foi lançado 3 de dezembro de 2008 no Reino Unido. Versões alemã, francesa, japonesa, italiana e espanhola da loja seguido.